# 刀魂
《刀魂》（又译作）是一款由Project Soul小组制作，南梦宫发行的格斗类游戏。本游戏先于1995年在街机上发行。之后于1996年12月20日在日本PlayStation上发行。本游戏在商业上获得成功，同时游戏收到评论者好评。本游戏成为魂之系列的首作。
本游戏是玩家的人物在一个范围内的竖直方向走动。人物在移动时保留了铁拳中的感觉。
刀魂在英国成为最佳售卖游戏。GameRankings给与本游戏91.5%的分数。